# Haite Kudasai, Takamine-san
Haite Kudasai, Takamine-san (履いてください、鷹峰さん lit. Por favor póntelos señorita Takamine?), también conocida como Please Put Them On, Takamine-san, es una serie de manga de comedia romántica, Ecchi, y ciencia ficción, escrita e ilustrada por Yuichi Hiiragi. La historia gira en torno a Koushi Shirota, un estudiante común y corriente, y su complicada relación con la estudiante más popular de su escuela, Takane Takamine, cuando Shirota descubre por accidente la habilidad secreta de Takamine para retroceder el tiempo con solo quitarse sus bragas.
El manga se publicó por primera vez el 22 de enero de 2019 por la editorial japonesa Square Enix, en la revista Monthly Gangan Joker. Una adaptación de la serie al anime fue producida por Liden Films se estrenó desde el 2 de abril hasta el 18 de junio de 2025.
Desde su publicación, Haite Kudasai, Takamine-san recibió críticas mixtas debido a su historia, el uso excesivo y descarado que hace del fanservice aunque su estilo de dibujo fue muy elogiado. Sin embargo, el manga como el anime han gozado de un relativo éxito en ventas de tomos y discos respectivamente. 

## Argumento
La trama se enfoca en Koushi Shirota, un estudiante ordinario de preparatoria accidentalmente descubre la habilidad secreta de su compañera Takane Takamine ―presidenta del Consejo Estudiantil y estudiante más popular de la escuela― la cual consiste en rebobinar el tiempo al quitarse su ropa interior para modificar hechos del pasado, así como borrar la memoria de sus compañeros sobre el hecho en concreto. De esa manera, ella pueda deshacer cualquier error que haya cometido o un acontecimiento desagradable por el que haya pasado (como quedar en segundo lugar en una competencia), y así mantener su imagen de «doncella pura e inocente» ante sus compañeros. Sin embargo, dicho poder tiene sus limitaciones, lo que se comprueba cuando Koushi, al ver los pechos desnudos de Takamine al momento en que la chica se quita las bragas, mantiene sus recuerdos a la vez que el también retrocede en el tiempo con su compañera. 
Como consecuencia de haber descubierta, Takamine obliga a Shirota —incluso lo amenaza con acusarlo falsamente por acoso frente a sus compañeros— para ser su «armario», un persona que le entrega una nuevas bragas para reponer las que desaparecen cuando retrocede en el tiempo, a lo que Koushi acepta a regañadientes. Conforme avanza el manga, se puede ver un desarrollo entre la relación entre Takane y Shirota la cual empieza a bordar a un posible romance.

## Personajes
Takane Takamine (鷹峰 高嶺 Takamine Takane?)
 Seiyū: Yurika Kubo
Es la presidenta del consejo estudiantil y estudiante más popular de la escuela. Tiene el don de poder retroceder en el tiempo al quitarse una prenda íntima, lo que ella denomina «Eternal Virgin Road» (doncella pura e inocente). Ambiciosa, narcisista y déspota, fuerza bajo amenaza a Koushi a ser su «armario» o repositor de su ropa interior (que al momento de usar su poder se desintegra), al ser descubierta por este y no verse afectado por su poder. Sin embargo, a pesar de su actitud ególatra hacía Koushi, empieza a desarrollar sentimientos por él, hasta el punto de ponerse celosa si él mira o se acerca a otra chica (principalmente Ellie). Su tesoro personal es un conjunto de ropa interior que Koushi le compró.
Koushi Shirota (白田 孝志 Shirota Kōshi?)
 Seiyū: Daisuke Kasuya
Un estudiante ordinario de secundaria quien al ver semidesnuda a su compañera Takane Takamine mientras reponía su ropa interior, descubre su habilidad de retroceder en el tiempo, a la vez de volverse inmune a ella. Takamine lo obliga —bajo amenaza de denunciarlo falsamente por abuso sexual— a ser el «armario» de ella. Koushi se avergüenza con facilidad al ver o tocar cuerpos femeninos. Takane aprovecha la timidez del chico para molestarlo o provocarlo eróticamente, ignorando o desconfiando de lo que en verdad ella siente por él, además de no recordar que la niña que él ayudó en el pasado era la misma Takamine, deseando poder reencontrarse con ella.
Ellie Evergreen (エバーグリーン エリ Ebāgurīn Eri?)
 Seiyū: Sumire Uesaka
Amiga de la infancia de Koushi. Tiene el pelo claro y trabaja como modelo amateur. Fueron amigos y compañeros en la escuela primaria, pero fueron a diferentes escuelas secundarias y preparatorias, yendo ella a instituciones femeninas. Más tarde, se une a Koushi en la misma escuela intensiva. Su reencuentro causó los celos de Takane al verlos tan cercanos, pero Ellie aclaró el malentendido revelando que es lesbiana, posteriormente presentando a Rurika como su novia, aunque suele ser muy melosa con Takane cada vez que se ven, siendo luego reprendida por Rurika.
Rurika Kurosaki (黒崎瑠理香 Kurosaki Rurika?)
 Seiyū: Miyu Tomita
Es la novia de Ellie. Trabaja a tiempo parcial en un restaurante familiar, y cuando su pareja la visita, le regala papas fritas adicionales. En principio, creyó que Ellie la estaba engañando con Takane, a quien no le tiene simpatía. Sin embargo, después de conocerla a fondo, cambia su opinión sobre ella. Fuera del restaurante es algo retraída, principalmente al sentirse avergonzada por las actitudes infantiles de Ellie o no sentirse segura con su propio cuerpo en comparación a Ellie o Takane.

## Contenido de la obra

### Manga
Haite Kudasai, Takamine-san está escrita e ilustrada por Yuichi Hiiragi. La serie ha sido serializada por Square Enix en su revista Gangan Joker desde su emisión de febrero de 2019, la cual salió a la venta el 22 de enero del mismo año. 10 volúmenes recopilatorios de tankōbon han salido a la venta desde septiembre de 2019 hasta abril de 2025.
Yen Press comenzó a publicarlos en inglés el 6 de abril de 2021, después de anunciar que habían adquirido la licencia en su panel de la Comic Con de Nueva York en 2020.
| Lista de volúmenes | Lista de volúmenes       | Lista de volúmenes     |
| #                  | Fecha de publicación     | ISBN                   |
| ------------------ | ------------------------ | ---------------------- |
| 1                  | 21 de septiembre de 2019 | ISBN 978-47575-6313-1  |
| 2                  | 22 de enero de 2020      | ISBN 978-47575-6477-0  |
| 3                  | 21 de agosto de 2020     | ISBN 978-4757568044    |
| 4                  | 22 de marzo de 2021      | ISBN 978-47575-7163-1  |
| 5                  | 22 de noviembre de 2021  | ISBN 978-47575-7578-3  |
| 6                  | 22 de junio de 2022      | ISBN 978-47575-7976-7  |
| 7                  | 22 de marzo de 2023      | ISBN 978-4-7575-8477-8 |
| 8                  | 21 de diciembre de 2023  | ISBN 978-4-7575-8970-4 |
| 9                  | 21 de agosto de 2024     | ISBN 978-4-7575-9368-8 |
| 10                 | 22 de marzo de 2025      | ISBN 978-4-7575-9762-4 |

### Anime
Una adaptación de la serie al anime se anunció en agosto de 2024. La serie está producida por Liden Films y dirigida por Tomoe Makino, con Yū Satō supervisando y escribiendo los guiones, Ryō Yamauchi y Maya Itō diseñando los personajes y actuando como directores de animación en jefe, y Takeshi Nakatsuka componiendo la música. Se estrenó el 2 de abril de 2025 en AT-X y Tokyo MX. El tema de apertura es «Baby Baby Baby», interpretado por Masami Okui junto a Bonjour Suzuki, mientras que el tema de cierre es «Hightail it», interpretado por Makoto Furukawa. Crunchyroll obtuvo los derechos de emisión de la serie fuera de Asia.
Debido a que el anime contiene una gran cantidad de representaciones sexuales, se emiten tres versiones de la serie las cuales varían según el medio, como la transmisión televisiva, el sitio de distribución, la regulación o modifiación a la historia principal. Dichas versiones son:
- Chijōha hōsō ippan haishin ver. (地上波放送・一般配信 ver. lit. Versión de radiodifusión terrestre-distribución general?) Versión censurada, emitida para cadenas televisiva en general.[27]
- Tokubetsu haishin ver. (特別配信 ver. lit. Versión de entrega especial?) Versión con menor censura para ciertas cadenas televisivas.[27]
- Imada kegare «shiranu otome» ver. ( «未だ穢れ知らぬ乙女» ver lit. Versión «Doncella pura e inocente»?) Versión sin censura, exclusivamente para la cadena AT-X y las futuras ediciones de DVD y Blu-ray.[27]

Se han anunciado la venta de tres ediciones del anime en Japón en formato DVD y Blu-ray Disc. Dichas ediciones respectivamente saldrán a la venta la cual consistirá con tres volúmenes; el primer volumen salió a la venta el 25 de julio, el segundo volumen  saldrá el 27 de agosto, mientras que el tercer y último volumen el 26 de septiembre. Cada volumen estará conformado por cuatro episodios. Además de se venderán dos versiones del formato Blu-ray, una edición normal y una edición limitada la cual contendrá material adicional.

### Mercadotecnia
Diferentes productos relacionados con el personaje de Takamine salieron a la venta como peluches o pegatinas troqueladas.

## Recepción

### Ventas y popularidad
Según BookWalker Global Store, el volumen 7 del manga de Haite Kudasai, Takamine-san alcanzó el sexto lugar entre su lista de mangas más vendidos del 2024. El sitio web Anime Corner señaló, en su encuesta de estrenos de primavera, que el primer episodio del anime debutó en el séptimo lugar de audiencia con un porcentaje del 3.74%; además de ocupar el décimo séptimo lugar como el mejor de anime de la temporada de primavera de 2025, el séptimo lugar como mejor anime de romance del mismo periodo, mientras que los personajes de Takane Takamine y Koshi Shirota fueron calificados en el décimo puesto de mejores parejas de la temporada. Según el sitio web Lanove Library, el volumen cinco del manga vendió 14 599 unidades; mientras que el primer volumen Blu-ray del anime vendió 1 499 unidades. Aunque fue el cuarto anime con más ventas de discos de la temporada y —hasta agosto de 2025― el noveno anime con mayores unidades de Blu-ray vendidas del año, las ventas de discos Blu-ray en dicha temporada en general han sido consideradas como «decepcionantes» por los fanáticos japoneses.

### Crítica
El manga ha recibido críticas mixtas. Rebecca Silverman y Lynzee Loveridge de Anime News Network analizaron el primer volumen del manga. Silverman elogio el factor ridículo, y el arte del fanservice ya que «[Silverman] consideró especialmente bueno con los casi asomos debajo de su falda», pero declaró que el personaje de Takamine es «muy desagradable». Por el contrario, Loveridge señaló que la trama de la obra es una «tontería», el personaje de Shiroka es «mediocre» y Takamine es una «ególatra», por lo que concluyó que «Puedo conseguir un fanservice sexy de todo tipo sin el equipaje cargado de esta mierda...», aunque reconoció a Yūichi Hiiragi como un buen artista. Christian Markle y Brett Michael Orr de Honey's Anime, también emitieron sus opiniones respecto al manga. Markle consideró que «El título es demasiado vago para que existan múltiples especulaciones. Sin embargo, cuando las cosas cambian, se hunde directamente»; mientras que Michael Orr ―quien analizó el primer volumen― declaró que su premisa «llama la atención y es intrigante, un magnífico estilo visual lleno hasta el borde de contenido ecchi sin adulterar y una historia que tiene mucho más que ofrecer que pura sexualización y fanservice». Azario López de noisi pixel, aunque al principio no mostró interés en el manga, reconoció que no todo se enfoca en el ecchi; también alabó el estilo de dibujo de Yūichi Hiiragi, en especial cuando resalta la figura del personaje de Takamine al punto que señalo que tiene «el cuerpo desnudo más atractivo del manga hasta la fecha. Hay una gran sensación de movimiento y ubicación en los paneles que te dan una gran comprensión de dónde están estos personajes en todo momento. Realmente capturan la locura y la naturaleza desordenada de algunas de las escenas más tensas».
La adaptación del anime también recibió reseñas mixtas, el sitio web Anilist elogió el arte de Yuichi Hiiragi al que definió como «muy hermoso y agradable»; mientras que calificó la al manga como un «placer culposo» con un enfoque entre la comedia y el ecchi, pero que puede mostrar momentos de emoción genuina cuando aparecen. El sitio CBR señaló las virtudes y defectos del anime; declaró que «sigue siendo uno de los mejores animes de su tipo gracias a su pura audacia. Cuando se ve con el conjunto correcto de expectativas, los fanáticos que saben lo que les espera tendrán un viaje divertido, aunque ciertamente cuestionable».El sitio web Medium, en su análisis de los primeros cuatro episodios del anime, resaltó el hecho de que Takamine reconociera que estaba enamorada de Shirota en una etapa tan temprana de la historia, además del intento del anime por humanizar a la protagonista, a lo que considera que no es suficiente, ya que mantiene su postura de que Takamine es una persona «narcisista», «psicópata» y «retorcida». El sitio web de anime Doublesama le dio una nota final de 6/10 

#### Reconocimientos
En junio de 2021, Haite Kudasai, Takamine-san, fue nominado en la séptima edición de los Next Manga Award en la categoría de Mejor Manga Impreso.

### Controversias
Desde el inicio de su publicación —más aún con la adaptación al anime—, Haite Kudasai, Takamine-san ha sido objeto de críticas debido a las escenas con alto contenido erótico, algunas de ellas muy explícitas. CBR también resaltó el hecho de que Crunchyroll emitiera una serie con un contenido erótico tan fuerte como takamine san mientras que otros anime con un contenido más suave eran objetos de censura —más adelante, Crunchyroll empezó a emitir una versión más censurada del anime―, además de negativamente señalar la manera en que Takamine chantajeó a Shirota. Steven Blackburn de ScreenRant criticó al anime por su fuerte contenido sexual, incluso lo comparó con el manga —que según Blackburn tiene un contenido erótico más leve—, también denunció la manera en que Takamine obligó, mediante un chantaje, a Shirota para mantener su secreto. Vrai Kaiser, del sitio web Anime Feminist, fue muy crítico con el anime por su historia, el arte ―al que calificó como «jodidamente feo»―, el contenido del programa al que considera «pornográfico», los estereotipos de la «doncella virgen» que busca mostrar con la protagonista, así como la manera en que Takamine amenazó a Shirota, a lo que el analista consideró como «misógino e insidioso». Tanto CBR, Anime feminist y ScreenRant se mostraron de acuerdo en condenar la manera en que Takamine obligó a Shirota a ser su sirviente personal, bajó amenaza de hacerle una denuncia falsa por agresión sexual.
Duranta el periodos de emisión del anime, Crunchyroll provocó confusión y críticas de parte de la audiencia cuando dejó de emitir la versión sin censura por episodios censurados, además de que algunos episodios se emitiesen con mucho retraso.